# Grupo Russell
O Grupo Russel é uma associação das 24 maiores universidades de investigação intensiva do Reino Unido, que recebe dois terços dos recursos destinados à pesquisa do país. Criado em 1994 numa reunião realizada no Hotel Russell, em Londres, o Grupo é composto pelo vice-Chanceler / directores das universidades da lista oposta. Há também um número de sub-grupos activos. 
Os objectivos do Grupo Russel são promover os interesses das universidades, dos quais o ensino e a aprendizagem, são empreendidos dentro de uma cultura de excelência de investigação, e identificar e disseminar novos pensamentos e idéias sobre a organização e gestão de tais instituições.

## Os Membros
Os actuais membros do Grupo são:
- Universidade de Birmingham
- Universidade de Bristol
- Universidade de Cambridge
- Universidade de Cardiff
- Universidade de Durham
- Universidade de Edinburgh
- Universidade de Exeter
- Universidade de Glasgow
- Imperial College London
- King's College London
- Universidade de Leeds
- Universidade de Liverpool
- London School of Economics
- Universidade de Manchester
- Universidade de Newcastle upon Tyne
- Universidade de Nottingham
- Universidade de Oxford
- Queen Mary Universidade de Londres
- Queen's University Belfast
- Universidade de Sheffield
- Universidade de Southampton
- University College London
- Universidade de Warwick
- Universidade de York